# 변용란
변용란은 대한민국의 번역가이다. 건국대학교 영어영문학과를 졸업하고 연세대학교 영어영문학과에서 석사 학위를 받았다. 1995년부터 전문 번역가로 활동 중이며, 영미 소설을 비롯한 다양한 분야의 책을 번역한다.
옮긴 책으로 『시간 여행자의 아내 1, 2』, 트와일라잇 시리즈(『트와일라잇』, 『뉴문』), 웨이워드파인즈 시리즈, 페러그린 시리즈, 『대실 해밋』, 『프린세스 브라이드』, 『나의 사촌 레이첼』, 『인형』, 『아인슈타인을 위하여』, 『잘 가, 사이먼』, 『늙는다는 착각』, 『호르몬 찬가』, 『모든 것의 이름으로』, 『당신은 절대 잊히지 않을 것이다』 등 80여 권이 있다.

## 저작

### 역서
- 랄프 왈도 에머슨, 『자기 신뢰』 (더스토리, 2025)
- 엠마 하칸슨, 『그래서 비건, 지구와 나를 위한 선택』 (독개비, 2024)
- 랜섬 릭스, 『붕괴하는 악마의 영토 1, 2 | 페러그린 시리즈 6』 (폴라북스, 2023)
- 제인 구달, 더글러스 에이브럼스, 게일 허드슨, 『희망의 책』 (사이언스북스, 2023)
- 엘리자베스 길버트, 『모든 것의 이름으로』 (민음사, 2014, 2022)
- 메리 사우스, 『당신은 절대 잊히지 않을 것이다』 (책봇에디스코, 2022)
- 마티 헤이즐턴, 『호르몬 찬가』 (사이언스북스, 2022)
- 엘렌 랭어, 『늙는다는 착각』 (유노북스, 2022)
- 짜응 응우엔, 『짱과 야생곰 소리아』 (북드림아이, 2021)
- 다이애나 클라크, 『마른 여자들』 (창비, 2021)
- 랜섬 릭스, 『새들의 회의 | 페러그린 시리즈 5』 (폴라북스, 2020)
- 대프니 듀 모리에, 『인형』 (현대문학, 2020)
- 랜섬 릭스, 『시간의 지도 | 페러그린 시리즈 4』 (폴라북스, 2019)
- 루스 피츠모리스, 『어쩌면 끝이 정해진 이야기라 해도』 (한국경제신문, 2018)
- DK 백과사전 편집위원회, 『음식 원리』 (사이언스북스, 2018)
- 덴마크 옥토 프로젝트,알빌다 편집부, 『덴마크 옥토 인형』 (한국경제신문, 2017)
- 루카 도티, 『오드리 앳 홈』 (오퍼스프레스, 2017)
- 대프니 듀 모리에, 『나의 사촌 레이첼』 (현대문학, 2017)
- 케이트 그로스, 『인생은 행복이라는 이름의 조각들이었다』 (레드박스, 2016)
- 블레이크 크라우치, 『라스트 타운 | 웨이워드파인즈 시리즈 』 (오퍼스프레스, 2016)
- 라이언 노스, 매슈 버나도, 데이비드 맬키 엮음, 『데스 머신』 (문학수첩, 2015)
- 블레이크 크라우치, 『웨이워드 ㅣ 웨이워드파인즈 시리즈』 (오퍼스프레스, 2015)
- 윌리엄 골드먼, 『프린세스 브라이드』 (현대문학, 2015)
- 블레이크 크라우치, 『파인즈 ㅣ웨이워드파인즈 시리즈 』 (오퍼스프레스, 2014)
- 대실 해밋, 『대실 해밋』 (현대문학, 2013)
- 아르네 달, 『미스테리오소』 (밝은세상, 2012)
- 로리 파리아 스톨라츠, 『마법에 깃든 화이트 ㅣ 스톨라즈 컬러 시리즈 2』 (형설라이프, 2011)
- 로리 파리아 스톨라즈, 『악몽에 깃든 블루 ㅣ 스톨라즈 컬러 시리즈 1』 (형설라이프, 2011)
- 엘렌 랭어, 『마음의 시계』 (사이언스북스, 2011)
- 애덤 로스, 『미스터 피넛 1, 2』 (현대문학, 2011)
- 앤 타일러, 『노아의 나침반』 (살림출판사, 2010)
- 마지 피어시, 『시간의 경계에 선 여자 1, 2』 (민음사, 2010)
- 하버드 램푼, 『나이틀라잇』 (바다출판사, 2010)
- 캐서린 M. 밸런트, 『소녀와 비밀의 책 1, 2』 (웅진씽크빅, 2010)
- 오드리 니페네거, 『시간 여행자의 아내 1, 2』 (미토스북스, 살림, 2006, 2009)
- 샤오루 궈, 『연인들을 위한 외국어 사전』 (민음사, 2009)
- 니콜로 마키아벨리, 『군주론』 (아름다운 날, 2009)
- 앤 브래셰어즈, 『파이어 아일랜드』 (노블마인, 2008)
- 스테프니 메이어, 『뉴문 | 트와일라잇 시리즈 2』 (북폴리오, 2007, 2008)
- 쳇 레이모, 『자오선 여행』 (사이언스북스, 2008)
- 루쉰, 에드가 앨런 포, 『의학은 나의 아내, 문학은 나의 애인』 (알음(들린아침), 2008)
- 스테프니 메이어, 『트와일라잇 | 트와일라잇 시리즈 1』 (북폴리오, 2007, 2008)
- 세실리아 아헌, 『PS, 아이 러브 유 1, 2』 (해냄, 2004, 2008)
- 다니엘 R. 카스트로, 『위대한 선택』 (좋은생각, 비전하우스, 2006, 2007)
- 달린 코엔, 『성공한 느림보 워커홀릭』 (산소리, 2007)
- 샤나 스웬드슨, 『마법 주식회사』 (랜덤하우스코리아, 2006)
- 에이미 쿠에벨벡, 『가브리엘을 기다리며』 (해냄, 2006)
- 앨런 M. 더쇼비츠, 『앨런 M. 더쇼비츠의 최고의 변론』 (이미지박스, 2006)
- 마크 웨이클리, 『아인슈타인을 위하여』 (미토스북스, 2006)
- 로렌 헨더슨, 『제인 오스틴의 연애론』 (예담, 2006)
- 알린 번스타인, 『텃밭에서 발견한 충만한 삶』 (디자인하우스, 2006)
- 데이비드 힐, 『잘 가, 사이먼』 (동쪽나라, 2006)
- 한스 크리스티안 안데르센, 『안데르센 동화집』 (노블마인, 2005)
- 잭 캔필드, 『행복한 결혼을 부르는 101가지 주문』 (해냄, 2005)
- 일레인 쇼월터, 『페미니스트 비평과 여성 문학』 (이화여자대학교출판문화원, 2004)[1]
- 진 웹스터, 『키다리 아저씨』 (좋은생각, 2004)
- 잭 캔필드, 『영혼을 위한 닭고기 수프 - 여자라서 행복하니?』 (해냄, 2004)
- 리비 윌리스, 『LOVE』 (해냄, 2003)
- 『내가 얼마나 당신을 사랑하는지 당신은 알지 못합니다 3, 4』 (오늘의책, 2003)
- H. P. 러브크래프트, 『찰스 덱스터워드의 비밀』 (영언문화사, 2003)
- 웬디 패리스, 『스무살이 넘어 다시 읽는 동화』 (명진출판사, 2002)
- D. D. 라파엘, 『애덤 스미스 | 시공 로고스 총서 37』 (시공사, 2002)
- H. P. 러브크래프트, 『광기의 산맥』 (씽크북, 2001)
- 마샤 캔험, 『가시나무 사랑』 (영언문화사, 2001)
- 마샤 캔험, 『물빛 안개 속으로』 (영언문화사, 2000)
- 라빌 스펜서, 『그리운 나무 그늘』 (영언문화사, 2000)
- 코니 메이슨, 『빗물 같은 눈물』 (씽크북, 1999)
- 조앤 존스던, 『미소 속에 비친 얼굴』 (영언문화사, 1999)
- 조앤 존스턴, 『언제나 마음은 태양』 (영언문화사, 1999)
- 캐서린 서클리프, 『타는 그리움으로』 (영언문화사, 1999)
- 코니 메이슨, 『사랑과 슬픔의 여로』 (씽크북, 1998)
- 코니 메이슨, 『하얀 흔적』 (씽크북, 1998)
- 카렌 로바즈, 『그의 눈물엔 사랑이 묻어있다』 (영언문화사, 1998)
- 제인 앤 크렌츠, 『그대 가슴에 내리는 사랑의 비』 (영언문화사, 1998)
- 웨인 도식, 『작은 이야기 큰 행복』 (영언문화사, 1998)
- 제인 앤 크렌츠, 『한없이 투명한 사랑』 (영언문화사, 1997)
- 카렌 로바즈, 『이사벨라의 향기』 (영언문화사, 1997)
- 라빌 스펜서, 『마구간의 무도회 상, 하』 (영언문화사, 1996)
- 라빌 스펜서, 『가을숲 사랑 상, 하』 (영언문화사, 1996)
- 조슬린 레인스, 『나를 살아있게 하는 그대 상, 하』 (영언문화사, 1996)
- 라빌 스펜서, 『사랑과 도박 상, 하』 (영언문화사, 1995)

### 저서
- 노마 히데키, 백영서 엮음·박제이 번역, 『한국의 마음을 읽다』 (독개비, 2025)[2]